# مارون عبود
مارون بن حنا بن الخوري يوحنا عبّود (1886 - 1962)، كاتب وأديب لبناني كبير. ولد في عين كفاع (من قرى جبيل).

## حياته
في سنواته في المدرسة أبدى ميولا أدبية وتفوق في مجال اللغة العربية كما أصدر في عامه الدراسي الأخير مجلة أدبية أسماها الصاعقة. كان قد بدأ بكتابة القصائد ونشر بعضها في جريدة الروضة. أدخله أهله إلى مدرسة مار يوحنا مارون، التي أمضى فيها أربعة أعوام، لكنّه رفض الاستمرار فيها لأن أباه كان يقصد بإلحاقه بها أن يهيئه للحياة الكهنوتية، ما رغب عنه مارون ورفضه رفضاً قاطعاً. بعد ذلك التحق بمدرسة الحكمة حيث أمضى سنتين. وقد وجد مارون في هذه المدرسة الجو المؤاتي لتفتح مواهبه الأدبية، واحتكّ بعدد من الطلاب المولعين بالشعر أمثال: رشيد تقي الدين وأحمد تقي الدين وسعيد عقل.

## وفاته
توفي مارون عبود في العام 1962 عن عمر يناهز السابعة والسبعين.

## أعماله
أثري مارون عبود المكتبة العربية بستّين مؤلَّفاً، منها ما طُبع ومنها ما هو مخطوط.

### مؤلفاته المطبوعة
1909: العواطف اللبنانية إلى الجالس على السدّة الرسولية.
1910: كريستوف كولومب.
1910: عرّب روايَتَي «أتالا» و«رينيه»، عن الفرنسية، لشاتوبريان.
1912: الإكليروس في لبنان؛ مجنون ليلى.
1914: ربّة العود؛ تذكار الصّبا؛ رواية الحمل؛ أصدق الثناء على قدوة الرؤساء.
1924: أشباح القرن الثامن عشر، المحفوظات العربية.
1925: الأخرس المتكلّم، توادوسيوس قيصر.
1927: مغاور الجنّ.
1928: كتاب الشعب.
1945: وجوه وحكايات، زوبعة الدّهور
1946: على المحكّ، الرّؤوس، زوابع
1948: مجدّدون ومجترّون، أقزام جبابرة، أشباح ورموز
1949: بيروت ولبنان منذ قرن ونصف قرن (الجزء الأول)
1950: بيروت ولبنان منذ قرن ونصف قرن (الجزء الثاني)، الشيخ بشارة الخوري صقر لبنان
1952: روّاد النهضة الحديثة، دمقس وأرجوان، في المختبر
1953: الأمير الأحمر، أمين الريحاني، من الجراب، جواهر الأميرة
1954: بديع الزمان الهمداني، جدد وقدماء
1955: سبل ومناهج
1957: أحاديث القرية، حبر على ورق، على الطائر
1958: قبل أنفجار البركان
1959: نقدات عابر
1960: أدب العرب
1964: فارس آغا
1968: الشعر العامي
1974: آخر حجر
1975: مناوشات
1977: رسائل مارون عبود
1978: مارون عبود والصحافة
1980: من كل واد عصا
ترجمت قصصه وأقاصيصه إلى الروسية وبعضها إلى الفرنسية

### مؤلفاته المخطوطة
العجول المسمّنة، الشبح الأبيض، الانتقام الرهيب، الأسيران، علوم اللغة العربية، التاريخ الطبيعي، علم الكيمياء، علم الجيولوجيا، علم الزراعة الحديثة، التقشّف والبذخ، كتاب المخدّة.

## الأوسمة التي حاز عليها
- وسام المعارف من الدرجة الأولى (لبنان).
- وسام الأرز من رتبة فارس (لبنان)
- وسام الأرز من رتبة ضابط (لبنان)
- وسام الاستقلال من الدرجة الثانية (شرقي الأردن)
- الوسام المجيدي (السلطنة العثمانية)
- وسام القبر المقدّس (القدس)
- الوسام البابوي- البابا لاون الثالث عشر- (روما)
- الوسام البابوي لضريح القديس بطرس (روما)
- وسام المعارف من رتبة ضابط (الجمهورية الفرنسية)
- الوسام الأكاديمي من رتبة ضابط (وزارة الفنون الجميلة فيالجمهورية الفرنسية)
- وسام الشرف من المؤسسة الأكاديمية للتاريخ الدولي (الجمهورية الفرنسية)
- وسام جوقة الشرف من رتبة فارس (الجمهورية الفرنسية)

## جوائزه
- نال جائزة رئيس الجمهورية اللبنانية، (1960م)

## لغاته
تعلم مارون عبود ثلاث لغات: السريانية، العربية والفرنسية

## قصائد
رزقت ولداً فسمّيته محمداً، فقامت قيامة الناس، فريق يستهجن ويقبّح ويكفّر، وفريق يوالي وينتصر. وكان أوّل من قدر هذا العمل وأعجب به أشدّ الإعجاب، صديقي أمين الريحاني، فبعث إلي بكتاب بيني وبين الريحاني. أما الآن فإليك القصيدة وفيها التفصيل التام.
عشت يابني، عشت يا خير صبي
ولدته أمه في «رجبِ»
فهتفنا واسمُهُ محمدٌ
أيها التاريخ لا تستغربِ
خَفّفِ الدهشةَ واخشعْ إن رأيتَ
ابنَ مارونٍ سميّاً للنبي
اُمّه ما ولَدتْهُ مسلماً
أو مسيحياً ولكن عربي
والنبيُّ القرشيُّ المصطفى
آية الشرق وفخر العربِ
يا ربوع الشرق اصغي واسمعي
وافهمي درساً عزيز المطلبِ
زرع الجهل خلافاً بيننا
فافترقنا باسمنا واللقبِ
«فالأفندي» مسلمُ في عرفنا
والمسيحيُّ «خواجه» فاعجبي
شغلوا المشرق في أديانةِ
فغدا عبداً لأهل المغربِ
يا بني اعتزَّ باسمٍ خالدٍ
وتذكّرْ إن تعشْ، أوفى أبِ
جاء ما لم يأِتهِ من قبلهِ
عيسويٌّ في خوالي الحقبِ
فأنا خصم ُالتقاليد التي
ألقتِ الشرقَ بشرّ الحَرَبِ
بخرافاتِهِِمِ استهزئ وقلْ:
هكذا قد كان من قبلي أبي.
وغداً يا ولدي، حين ترى
اثري متبَّعاً تفخر بي
بكَ قد خالفتُ يا ابني ملّتي
راجياً مطلعَ عصر ذهبي
عصر حرية شعبٍ ناهضٍ
واتحادٍ لبقايا يَعرُبِ
حبّذا اليوم الذي يجمعنا
من ضفافِ النّيل حتى يثربِ
ونحيّي علمَاً يخفقُ
فوقَ منارات الورى والقبَبِ
ليته يدرك ما صادفته
عندما سمّيته، من نصبِ
لو درى في المهدِ أعمال الألى
حركتهم كهرباء الغضبِ
لأبى العيش وشاءَ الموت في
أمّةٍ عن جِدّها في لعبِ
كم وكم قد قيلَ ما أكفرَه
سوف يصلى النارَ ذات اللهبِ
إن يشنّع بابنهِ لا عَجَبٌ
فهو غرٌّ كافرٌ لا مذهبي
لا تصدّق قولَهم يا ولدي
إن فيما قِيل كلَّ الكذبِ
إنّ حبّ الناس ديني
وحياةَ بلادي باتحاد أربي
فكتابي العدلُ ما بين الورى
في بلادٍ هيَ أمُّ الكتب
فاتّبع يا ابني أباً ابغّضَهُ
وجفاهُ كلُّ ذي دينٍ غبي
فهمُ آفةُ هذا الشرقِ مذ
حكموهُ بضروبِ الرعبِ
جعلوا الأديانَ معراجَ العلى
ومشَوا في زهوهم في موكبِ
شرّدوا«أحمد» عن مضجعه
فسرى ليلتَهُ في كربِ
ودّهوا عيسى لما علَّمهُ
وهو لولا كيدهم لم يُصلبِ
فإذا ما متُّ يا ابني في غدٍ
فاتبع خطوي تفزْ بالأربِ
وعلى لحديَ لا تندب وقُلْ
آيةً تزري بأغلى الخطبِ
عاش حراً عربياً صادقاً
وطواه اللحدُ حراً عربي

## وصلات خارجية
- مارون عبود على موقع أرشيف الشارخ.
- بعض مؤلفات مارون عبود للتحميل مجانا مؤسسة هنداوي للتعليم والثقافة